# 保定村
保定村（やすさだむら）は、かつて愛知県幡豆郡にあった村である。
現在の西尾市吉良町の一部（吉良町乙川・吉良町富好新田・吉良町白浜新田・吉良町小山田など）に該当する。

## 歴史
- 1889年（明治22年）10月1日 - 乙川村、富好新田、白浜新田、小山田村が合併し、保定村が発足。
- 1906年（明治39年）5月1日 - 吉田村、宮崎村と合併し、吉田村が発足。同日保定村は廃止。